# Comte Nefaria
Le Comte Néfaria est un super-vilain créé par Marvel Comics. Il est apparu pour la première fois dans Avengers no 13 en 1965, faisant de lui l'un des plus vieux adversaires de la célèbre équipe de héros.

## Origines
Le Comte Luchino Nefaria était un riche aristocrate italien, avide de pouvoir, qui s'associa avec la Maggia. Les Vengeurs, alors récemment formés, déjouèrent ses plans. Pour se venger, il tenta d'éliminer Iron Man mais fut alors battu par les X-Men. Lors de sa fuite, le mutant Epervier sauta sur son avion qui explosa, et fut tué sur le coup. Néfaria échappa de peu à la mort mais fut sérieusement blessé.
Ayant perdu presque toute sa fortune, le Comte engagea le Laser Vivant et Whirlwind pour former la deuxième Lethal Legion. La Légion pilla plusieurs banques, et Nefaria utilisa sa part pour employer les assistants laborantins de Zémo et développer un projet expérimental visant à le transformer en surhomme. Après un long combat contre les Vengeurs, Nefaria fut finalement vaincu.
Nefaria fut tenu en isolement prolongé par les Vengeurs. Ces derniers découvrirent que ses pouvoirs le rendaient immortel mais vulnérable car son corps se reconfigurait de lui-même. Whitney Frost (alias Madame Masque) la fille de Nefaria, chercha un remède à sa santé vacillante. Elle engagea les Ani-Men pour libérer son père du manoir des Vengeurs. Dans l'attaque contrée par Iron Man, Nefaria fut écrasé par un véhicule.

### Le retour
Son corps fut ramené à la vie par le Moissonneur qui se servit de lui pour attaquer leurs ennemis communs. Sa forme physique fut détruite, mais il continua à exister sous une forme ionique, comme Wonder Man.
Devant désormais se nourrir d'énergie, il voyagea jusqu'en Terre Sauvage à la recherche de ce type d'énergie. Il contrôla Wonder Man et Atlas (eux aussi formés d'énergie) et prévoyait de lancer une bombe qui transformerait toute personne en énergie ionique. Mais il fut battu par les Vengeurs et les Thunderbolts.
Prisonnier du Raft, le Comte s'échappa lors de l'évasion de masse provoquée par Electro.

### Siege
À la fin de ce crossover, sa fille Madame Masque et The Hood vinrent se réfugier chez lui. Il comptait aider Whitney en donnant de nouveaux pouvoirs à son amant, mais les Vengeurs intervinrent, et il fut battu par Wolverine et Miss Marvel. Le SHIELD le récupéra et l'arrêta.

## Pouvoirs
- Le corps de Nefaria est constitué d'énergie ionique, comme Wonder Man. On pense qu'il ne peut pas être tué, même en cas de blessure mortelle, car sa forme actuelle n'est plus organique.
- Il possède une force et une endurance surhumaines, et résiste à des impacts de plusieurs tonnes, comme aux chutes de plusieurs centaines de mètres. Il a aussi résisté à une attaque porté par Vision au maximum de sa densité (il pesait alors 90 tonnes) et à un impact direct avec Mjolnir. Même s'il ne possède pas sa force, Nefaria est nettement plus puissant que Wonder Man.
- En se servant de cette énergie ionique, il peut voler à vitesse modérée ou l'émettre sous la forme de rafales optiques.
- Son corps peut absorber toute énergie ionique ambiante. Et on l'a déjà vu drainer volontairement l'énergie d'êtres comme lui (Wonder man et Atlas). Un drainage trop rapide et trop intense peut être fatal à ses victimes.
- Sa faiblesse réside dans le fait qu'il doit régulièrement récupérer de l'énergie. En cas de perte massive, il s'affaiblit et vieillit. On ignore cependant s'il peut en mourir.
- Nefaria est un meneur charismatique et bon stratège, employant régulièrement des technologies modernes. Grâce à sa fortune, il a pu faire construire plusieurs appareils, comme des machines à cauchemar, des générateurs portables de champ de force, des projecteurs d'illusion, et des téléporteurs...

## Apparitions dans d'autres médias
Sauf indication contraire, les informations mentionnées dans cette section peuvent être confirmées par la base de données cinématographiques IMDb,  présente dans la section « Liens externes ».

### Télévision
- 2009-2012 : Iron Man : Armored Adventures (série d'animation) : Dans cette série, il apparaît comme un antagoniste secondaire. Il est le chef de l'organisation criminelle La Maggia, et employeur de trois super-vilains : Squale, Licorne et le Chevalier Noir.